# 金学順
金 学順（キム・ハクスン、김학순、Kim Hak-sun、1924年 - 1997年12月16日）は、韓国人の女性。1991年に自ら元慰安婦として名乗り出て、数多くの発言をのこした。しばしば太平洋戦時下の慰安婦としての性被害について初めて訴え出た韓国人女性とされ、同被害を訴える女性が相次ぐきっかけとなった。金の各々の発言の真偽については議論がある。

## 略歴
韓国遺族会裁判（アジア太平洋戦争韓国人犠牲者補償請求事件）で、裁判所に提出された略歴には「金秦元の養女となり」と書かれている 。（下記のとおり40円で売られたと本人が証言しているため、身売りされたという解釈もある。）
以下は1993年の韓国挺身隊問題対策協議会の調査によるものである。
- 1924年：中国の吉林省（当時の満州）に生まれる。生後すぐに父が死没。
- 1926年（2歳）：母と共に平壌（現在の北朝鮮）へ移住 。
- 1935年（11歳）：母子家庭で貧困のため小学校を中退。
- 1938年（14歳）：母が再婚、継父とは不仲。
- 1939年（15歳）：40円で売られて妓生巻番の養女になり、そこから妓生を養成する学校（妓生養成学校）に通う。
- 1941年（17歳）：卒業するが年齢が足りず妓生になれず、養父に中国ならお金が稼げるだろうと、養父に連れられ平壌から中国へ汽車で行く。北京に到着町中で日本軍将校に呼び止められ「朝鮮人だろ、スパイではないか？」と姉さんとトラックに乗せられる。夜中ついた空き家で将校に犯される。翌日、姐さん共々慰安所に。場所はテッペキチン（鉄壁鎮？）村の中の慰安所で女は朝鮮人5人で経営者はいないが歩哨が隣の部屋にいる。ただし、前述の1991年の韓国遺族会裁判の訴状[3]では北京で軍人に拉致されたのではなく、鉄壁鎮まで養父に連れて行かれ、養父とはそこで別れたと異なる証言をしている。
「軍人達は自分たちでサックを持ってきました。1週間に1回後方で軍医が兵士を連れてきて検査をしましたが軍医が忙しいと来ない週もありました。軍医が来て少しでも異常があれば黄色く光る606号の注射を打たれるのです。」
「私たちのところに来る軍人は部隊の許可を得ているようでした。始めは軍人達が金を出しているのかどうかまったく分からなかったのですが、しばらくしてシズエから兵士達は1円50銭、将校達が泊まりの時は8円出さねばならないのだという話を聞いたことがあります。けれど私は慰安婦生活の間中軍人達からお金を受け取ったことはありません。」
- （2ヶ月後）近傍のより前線に近い慰安所に移動。
- （1ヶ月後）歩哨の目を盗んできた朝鮮人の男が寝に来る、無理に頼んで夜中に脱出。男と中国で暮らす。
- 1942年（18歳）：妊娠を機会に上海のフランス租界に定住
- 1943年（19歳）：出産
- 1945年（21歳）：2人目を出産、松井洋行という質屋を経営
- 1946年6月：上海から船で韓国に帰る。
- 1991年8月：慰安婦であったとする記者会見を行う。
- 1991年12月：日本国を提訴。
- 1997年12月16日：死去。享年73。

## 朝日新聞の報道について
1991年8月11日に挺対協が提供した証言テープ（この時は匿名だった）を元に朝日新聞の植村隆が書いた記事が出た。1991年8月14日には北海道新聞ソウル特派員だった喜多義憲の独占インタビュー記事が出た。
植村隆記者は「連行された」との報道を行ったが、1991年8月15日「ハンギョレ新聞」では、「生活が苦しくなった母親によって14歳の時に平壌のあるキーセン検番（日本でいう置屋）に売られていった。三年間の検番生活を終えた金学順が初めての就職だと思って、検番の義父に連れていかれた所が、華北の日本軍300名余りがいる部隊の前だった」という彼女の証言を報道している。
朝日新聞は、植村隆記者は金学順が「１４歳（数え）からキーセン学校に３年間通った」事実は聞いてない、知らなかった、隠したわけではない、と述べている。第三者委員会報告書では、最初に聞いていたテープでは匿名であったため、同一人物だと気づいたのは後々になってからだとの植村記者の説明が報告されている。

## 韓国での報道
太字は関連する出来事
朝日新聞植村隆「元朝鮮人従軍慰安婦　戦後半世紀重い口開く」　金学順を報道　1991/8/11
- 1991年8月14日（KBSニュース[11]）　「挺身隊被害者金学順ハルモニ記者会見」〜１７歳の時に養父と満洲へ。そこで３ヶ月の慰安婦生活。金学順は現在家族もなく、国からの毎月10kgの支給米と貧困保護費3万ウォンで生活中。(東亜日報2008年の記事では就労事業所の日当３万ウォン[12])

韓国MBC放送、慰安婦がヒロインのドラマ『黎明の瞳』を放映 1991/10/7〜1992/2/6
- 1991年11月29日（KBSニュース[13]）「従軍慰安婦、強制動員を確認」〜NHK報道でヤマダ（元日本軍）が軍の直接管理だったことを告白。強制動員に関わった日本人としてヤマダの他、吉田清治の証言を紹介。他、渡辺美智雄（外務省）のコメント。

金学順ら３名の慰安婦らが日本政府を提訴　1991/12/6
- 1991年12月6日（KBSニュース[14]）「強制動員遺族会訴訟」〜日本政府に対する訴訟、遺族会の会見。「ただ一生を涙の中で生きてきた。これはお金では補償できない。元どおり１７歳時に戻してほしい。」と金学順が絶叫して会見場は沈黙したとの報道。

朝日新聞「慰安所、軍関与示す資料」　吉見義明が発見したと報道　1991/1/11
- 1992年1月11日（KBSニュース[15]）「日本の主張に偽りが判明」〜慰安婦を募集管理した公式記録、慰安所管理規定、米国公文書の捜査記録などが報道され、日本社会の動揺と真相究明の動きを伝える。宮澤喜一首相の訪韓を前に謝罪があるだろうとコメント。

加藤紘一官房長官が「お詫びと反省」の談話　1991/1/13
- 1992年1月13日（KBSニュース[16]）「犠牲者遺族会が韓国外務省を訪問」〜宮澤首相の訪韓を前に日本への謝罪と賠償を要求する手紙を渡す。「日本の公式謝罪と賠償」「被害者名簿公開」「韓国徴用者の未払い賃金の支払い」を要求。

韓国で挺身隊と慰安婦を同一視した表現での報道が広がる
- 1992年1月14日（KBSニュース[17]）「東京に挺身隊資料収集直通電話設置」〜１日で約２００件も慰安婦を利用した元軍人からの電話があったと報道。１４、１５、１６日に集められた証言は金学順らによる訴訟の証拠として提出される。（いわゆる従軍慰安婦110番）

- 1992年1月14日（KBSニュース[18]）「挺身隊被害損害賠償請求訴訟」〜日本の蛮行を裏付ける証拠と、17万から19万人と推定される挺身隊への波及を伝え、また国際法上も日本国内法でも不法行為として勝訴できるだろうと報道。日本は挺身隊の募集に直接関与した点や、またそれを否定した状態で結んだ請求権協定には挺身隊問題は含まれないとの見解。

- 1992年1月14日（KBSニュース[19]）「沈黙の挺身隊」〜３名の元慰安婦（金学順、裴奉奇、노시복）を紹介。最後に城田すず子のインタビュー「１日に３０〜４０人に強要」。挺身隊強制連行（「人間狩り」「奴隷狩り」と表現）が広くアジアで行われ、その目的は民族の母体となる女性を踏みにじることにあったと金一勉「天皇の軍隊と朝鮮人慰安婦」を引用。

宮澤首相訪韓1991/1/16
- 1992年2月8日（KBSニュース[20]）　「日本の挺身隊、政府が賠償すべき」〜吉田清治「千人を超える韓国の女性を、、、」、日本人従軍看護婦「従軍慰安婦問題はひどかった」という証言映像。吉見義明による資料発見、伊東秀子議員（社会党）による追及、加藤紘一官房長官の談話などを紹介。しかし日本社会は謝罪するムードにないこと、また1992.3刊文藝春秋「諸君！」より徳岡孝夫「紳士と淑女」や佐藤勝巳「従軍慰安婦か北の核か」の誌面映像とともに日本マスコミも韓国に否定的姿勢であると報道。

日本政府への訴訟に元慰安婦６人が追加（計９人に）　1992/4/13
- 1993年10月29日（KBSニュース[21]）「朝鮮人徴兵者名簿が政府文書保管庫へ」〜日本に連行されて行った24万人の個人情報と捕虜新文書などの補助記録を含む朝鮮人徴兵者名簿が日本厚生省などから韓国政府へ引き渡されたことを報道。金学順が「数十万にのぼる慰安婦なく、信じられない。」と批判。

アジア女性基金が償い事業、内容説明のため訪韓　1996/8
- 1996年8月15日（ハンギョレ新聞[22]）「民間資金を拒否、欲しいのは政府の謝罪だけ」〜金学順「私が強く求めているのは、気休めのお金ではなく(尊厳の)回復です。私は政府から提供されたアパートに住んでいて、毎月25万ウォンの支援金を受け取っています。金なんていらない。」

金学順　73歳　肺疾患により梨花女子大附属病院で死亡　1997/12/16
- 1997年12月16日（KBSニュース[23]）「最初の告白者、金学順ハルモニ死亡」〜記者「17歳で日本軍に連行され、5ヶ月の間に恥辱の生活」、「２年前から政府の補助金と１０坪のアパートを提供され」「遺言で２０００万ウォンを寄付」「挺身隊対策協会への従軍被害女性登録者数は現在約１６０人」

- 1997年12月17日（ハンギョレ新聞[24]）「日本公式謝罪を促す先頭に立った。金学順さん死去」〜生涯集めた約2千万ウォンを「私より不幸な人生を生きている人のために」と、自分が通っていたソウル東大門メソジスト教会に寄贈

- 2008年12月16日（東亜日報[12]）「日雇い、行商、家政婦をして４００万ウォンの部屋で日々を耐え」「毎月10kgの支給米と日当３万ウォンの就労事業所が支え。」「就労事業場で原爆被害者李孟姫（イ・メンヒ）ハルモニと偶然に出会い勇気を得て、事実を初めて話すことにした。」

## 証言履歴
- 最初に報道された朝日新聞の1991年8月11日の植村隆記者による記事では「女子挺身隊の名で戦場に連行され、日本軍人相手に売春行為を強いられた」「慰安所は民家を使っていた。5人の朝鮮人女性がおり、1人に1室が与えられた。女性は「春子」（仮名）と日本名を付けられ、毎日3、4人の相手をさせられた」と経歴が説明された。金学順が軍令により強制連行されたと判断できるのはこの記事のみであるが、後に朝日新聞が「この女性が挺身隊の名で戦場に連行された事実はありません。」として訂正記事を出している[25]。
- 同年8月15日のハンギョレ新聞で、この報道に関連して本人が行った記者会見の内容が報じられたが、金学順は「生活が苦しくなった母親によって14歳の時に平壌のあるキーセン検番（日本でいう置屋）に売られていった。三年間の検番生活を終えた金さんが初めての就職だと思って、検番の義父に連れていかれた所が、華北の日本軍300名余りがいる部隊の前だった」と証言している[7][注釈 3]。
- 同年12月6日に提訴されたアジア太平洋戦争韓国人犠牲者補償請求事件の訴状では、「一四歳からキーセン学校に三年間通った」「「そこへ行けば金儲けができる」と説得され、金学順の同僚で一歳年上の女性(エミ子といった)と共に養父に連れられて中国へ渡った。」と述べている[3]。
- 同年12月25日の朝日新聞に掲載された植村隆記者による金学順の取材記事では「貧しくて学校は、普通学校4年で、やめました。その後は子守をしたりして暮らしていました」「「そこへ行けば金もうけができる。」こんな話を、地区の仕事をしている人に言われました。仕事の中身はいいませんでした。近くの友人と2人、誘いに乗りました。」「平壌駅から軍人達と一緒の列車に乗せられ、3日間。北京を経て、小さな集落に連れて行かれました。」となっており、直前に本人が証言していたキーセン学校や慰安所のある集落に連れて行った養父の存在に触れていないため、市中で普通に暮らしていた少女が役人・軍人の手によって連れて行かれたかのような印象を与える内容になっていた。これについて朝日新聞は慰安婦報道第三者委員会の報告書を元に「キーセン学校のことを書かなかったことにより、事案の全体像を正確に伝えなかった可能性はある。」と検証している[25]。
- 1993年11月刊行の「証言 強制連行された朝鮮人軍慰安婦たち」によると挺隊協の調査に対して金学順は「母は私をキーセンを養成する家の養女に出しました。母は養父から四〇円をもらい、何年かの契約で私をその家に置いていったと記憶しています。」「券番から卒業証書を貰えれば正式に妓生になって営業することができるのでした。ところが十九歳にならないと役所から妓生許可が下りないのです。卒業した年、私は十七歳だったので卒業しても営業することができませんでした。」「国内では私たちを連れて営業できなかったので、養父は中国に行けば稼げるだろうと言いました。それで養家で一緒に妓生になるための習い事を習った姉さんと私は、養父に連れられて中国へ行くことになりました。」「北京に到着して食堂で昼食をとり、食堂から出てきたときに、日本の軍人が養父を呼び止めました。」「姉さんと私は別の軍人に連行されました」と、挺身隊としての徴用ではないものの軍人に拉致・強制連行されたと、これまでとは異なる証言をしている[27]。
- 秦郁彦は、金学順の3つの証言記録と訴状を比較し「重要なポイントでいくつかの差異があるのは問題」とし、戦前の日本でも身売りされた娘は業者の養女との体裁をとることが多かったことから「彼女の場合も典型的な身売りケース」としている。朝日新聞は彼女が韓国で娼婦予備軍と見られているキーセン出身であることは問題と考えたのか当初は伏せて報道していたと指摘している[28]。
- 地裁への訴状では『翌日から毎日軍人、少ないときで10人、多いときは30人くらいの相手をさせられた。朝の8時から30分おきに兵隊がきた』となっている。これについて研究者の調査では多くの朝鮮人慰安婦が多いときは数十人の相手をしたと証言している[29]。
- 尹明淑は自著「日本の軍隊慰安所制度と朝鮮人軍隊慰安婦」で金学順のケースを拉致として、これを強制連行の一種に分類している[30]。秦郁彦は著書「慰安婦と戦場の性」で証言からは養父（実質的にはキーセンの元締め）が商売のために金学順を北京に連れて行ったのは明らかに見え、養父により慰安所に売られたとものであるとし、人身売買であろうと判断している。吉見義明は強制連行とはしていないながらも、著書『「従軍慰安婦」をめぐる30のウソと真実』で彼女がキーセンに売られた可能性を認めつつもその意志によったものではない点から、これを「強制」のケースと定義している[31]。ただし、秦がもっとも真相に近いとみるケースにおいても、養父が商売のために金学順を連れて行ったのは事実であっても、養父が駅で朝鮮語を話していたところスパイ容疑を口実に兵士らに事実上因縁をつけられ、養父は連行されそのまま不明となり、金学順自身は実際に実力で慰安所に拉致されていることから、初めから兵士らが駅で網をはって、事件が発覚しにくい外部からの来訪者を対象に慰安婦狩りをしていたとみるのが最も妥当と考えられる。古都平壌の妓生見習いであれば、まさに日本の京都の舞妓（京都の芸者である芸妓の見習い）に比すべき存在であって、売られたのであれば、ことさら慰安所送りになった理由が分からない。また、同様な被害者がいても、名乗り出るにあたっては、やはり妓生になる覚悟をしていた状況の影響（日本でも少なくとも過去は、舞妓になるのは母子家庭や母が舞妓･芸子の出身者というケースが多かった）が考えられ、彼女が名乗り出ることが出来たのはキーセン見習いであったからこそとも考えられる。[独自研究?]
- 池田信夫は金学順が後になって証言内容を変えた理由について、当初は「軍票が紙切れになったので賠償して欲しい」という話だったが、戦時賠償の話では裁判で却下されて終わる可能性が高かったので、彼女の弁護士が裁判を有利に進めるために、朝日新聞の誤報を利用し、国の責任を強調する目的で強制連行の話を付け加えさせたのではないかと述べている[32]。

## 裁判記録
- 1991年12月６日、慰安婦に対する補償を請求して提訴。1次原告35人うち慰安婦は3名、他は元日本国軍人、2次原告は元慰安婦6人。
- 2001年3月26日、に東京地方裁判所は請求を棄却。この時点で金学順は死亡、元慰安婦１名は離脱して原告は40人（内慰安婦８名）。
- 2003年7月22日　東京高裁棄却。原告は上告。
- 2004年11月29日　最高裁も棄却。

訴状における金学順の証言。

## 証言について
- 韓国挺身隊問題対策協議会と共同で調査をおこなった安秉直は、慰安婦として名乗り出た人の中には事実を歪曲している人もいたとした上で、1993年、金学順についての調査結果ではそうした事はなく証言の信頼性が高いことを以下のように書いている[5]。
「調査を検討する上で難しかったのは証言者の陳述がたびたび論理的に矛盾することであった。すでに50年前の事なので、記憶違いもあるだろうが証言したくない点を省略したり、適当に繕ったりごちゃ混ぜにしたりという事もあり、またその時代の事情が私たちの想像を越えている事もあるところから起こったことと考えられる。（略）私たちが調査を終えた19人の証言は私たちが自信をもって世の中に送り出すものである。（略）証言の論理的信憑性を裏付けるよう、証言の中で記録資料で確認できる部分はほとんど確認した」
  - その後2006年に安は、「強制動員されたという一部の慰安婦経験者の証言はあるが、韓日とも客観的資料は一つもない」「無条件による強制によってそのようなことが起きたとは思えない」と述べ、日本のケースでの「自発性」を強調し、現在の韓国における私娼窟における慰安婦をなくすための研究を行うべきであり、共同調査を行った韓国挺身隊問題対策協議会は慰安婦のことを考えるより日本との喧嘩を望んでいるだけであったと非難している[33]。
- 西岡力は「40人を対象に始められたこの調査で、19人が聞き取りを終えた。この19名のうちで強制連行を主張している証言者は4名、そのうちの2名は日本における裁判では人身売買と証言を変えており、さらに残りの2名は終戦まで戦地とはならなかった釜山、富山にそれぞれ日本軍によって強制連行されたと証言している」と書いている[34]。
- 吉見義明は秦郁彦の批判に答え、3回の彼女の証言の中で安秉直教授による韓国挺身隊問題対策協議会による調査結果が最も信頼できるとしている[31]。生年は戸籍で確認され、ヒアリングは何回も行われており、本人に不利な証言もしているためである。彼女の証言では秦郁彦と同じように、中国にいくまでの経緯についてまず養父に40円で売られた可能性があることを指摘している。吉見は証言の中で何が誇張され何がほぼ事実かを判断するのが歴史学での実証的研究であり、漠然と証言間に差異があるとするのではなく、信頼できる事実を判断しくみ取ることを述べている。その結果彼女が中国で人身売買の結果、慰安婦になった点では証言間で差異はなく信用できるとしている[要出典]。
- 赤石晋一郎が「韓国太平洋戦争犠牲者遺族会」の活動を支援してきたフリージャーナリスト臼杵敬子に取材して文春オンラインに寄稿したところによれば、
  - 日本軍に連行されたと金学順本人が主張する鉄壁鎮（てっぺきちん）という場所は中国の地図でも発見できなかった。金学順が慰安婦だったと主張する期間は3か月という異例の短期間である[1][35]。
  - 臼杵敬子は金学順に「ウソを言ったらダメよ」と述べたが、金学順は「私は間違ったことは言ってない」と述べている[1][35]。
  - 金学順は再婚した義理の父親と不仲で家出をし、自身の意思でキーセン学校に入校した、仕事を探しに養父（仕事の斡旋者）と中国へ行き慰安婦とされた[1][35]。
  - 金学順が慰安婦と名乗り出たのは、原爆被爆者イ・メンヒ（被爆者と名乗り出て多額の支援を日本人から受けた）が「慰安婦として名乗り出たほうがいい」と助言を受けた事に起因する[1][35]。